# NGC 569
NGC 569 este o galaxie spirală situată în constelația Peștii. A fost descoperită în 1 octombrie 1864 de către Albert Marth.